# Реактив Толленса

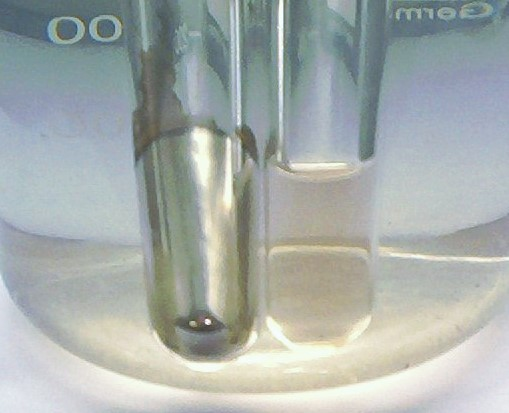
Проба с реагентом Толленса. Слева — положительная проба (реакция с альдегидом). Справа — отрицательная проба (реакция с кетоном)

Реакти́в То́лленса (гидроксид диамминсеребра(I)) — щелочной раствор аммиаката серебра [Ag(NH3)2]ОН.
При взаимодействии с восстановителями образует серебро в виде чёрного осадка или блестящего «зеркала» на стенках реакционного сосуда (иногда при небольшом нагревании).

## История
Предложен Бернхардом Толленсом в 1881.

## Получение
Приготавливается непосредственно перед применением из растворов AgNO3, NaOH и NH4OH. Растворяют 1 г нитрата серебра в 10 мл воды, раствор хранят в темноте. Перед применением небольшое количество этого раствора смешивают с равным объёмом раствора 1 г едкого натра в 10 мл воды; выпавший осадок окиси серебра растворяют, осторожно добавляя концентрированный раствор аммиака.

## Реакции
Реакция «серебряного зеркала» — это реакция восстановления серебра в аммиачном растворе оксида серебра (реактив Толленса). В водном растворе аммиака оксид серебра образует комплексное соединение — гидроксид диамминсеребра [Ag(NH3)2]OH:
{\displaystyle {\ce {Ag2O + 4NH3*H2O -> 2[Ag(NH3)2]OH +3H2O}}}
при действии которого на альдегид происходит окислительно-восстановительная реакция с образованием соли аммония:
{\displaystyle {\ce {RCHO + 2[Ag(NH3)2]OH -> RCOONH4 + 2Ag + 3NH3 + H2O}}}
Серебряное зеркало образуется в том случае, если восстанавливающееся серебро осаждается на гладких стенках сосуда из не слишком концентрированных растворов. Малейшие загрязнения мешают восстанавливающемуся серебру «уцепиться» за стекло и заставляют его выделяться в виде рыхлого осадка.
Также возможна реакция с ацетиленом. В результате выпадает осадок белого цвета — ацетиленид серебра, очень неустойчивое взрывчатое вещество.

## Применение
Позволяет обнаружить альдегиды, восстанавливающие сахара, полигидроксифенолы, α-дикетоны, гидроксикарбоновые кислоты, первичные кетоспирты, аминофенолы, алкил- и арил-гидроксиламины, алкил- и арилгидразины.